# Bahnhof Großheringen
Der Bahnhof Großheringen ist eine Betriebsstelle der Bahnstrecke Halle–Bebra und der hier anzweigenden Strecken nach Saalfeld und nach Straußfurt auf dem Gemeindegebiet von Großheringen im Landkreis Weimarer Land in Thüringen. Eröffnet wurde er 1874 als Ausgangspunkt der Strecke der früheren Saal-Eisenbahn-Gesellschaft nach Saalfeld.

## Lage und Aufbau
Der Bahnhof Großheringen liegt an der Hauptbahn Halle–Bebra (Thüringer Bahn) am Streckenkilometer 58,488. Mithilfe der Abzweigstelle Abzw Großheringen Gho (km 56,932) wird in Richtung Südosten eine Verbindung zur Bahnstrecke Großheringen–Saalfeld (Saalbahn) hergestellt. An der Abzw Großheringen Ghs mündet die Verbindungskurve in jene Strecke. Die Pfefferminzbahn überquert in westlicher Richtung die Thüringer Bahn. Den Übergang zwischen Saalbahn und Thüringer Bahn im Nord-Süd-Verkehr ermöglicht eine weitere Verbindungskurve. Diese beginnt an der Abzw Saaleck (km 55,886) und mündet bei Streckenkilometer 1,685 in die Saalbahn.
Der Ortskern Großheringens liegt ungefähr 400 Meter weiter südlich. Ebenso südlich des Bahnhofs liegt das Firmengelände von Viega. Die angrenzenden Straßen sind die Sulzaer Straße und In der Aue.
An der Saalbahn ist der nächste Halt der etwa acht Kilometer entfernt gelegene Bahnhof Camburg (Saale). An der Pfefferminzbahn ist dies der zwei Kilometer entfernte Haltepunkt Bad Sulza Nord. Die nächstgelegene Station an der Bahnstrecke Halle–Bebra ist in nordöstlicher Richtung der Bahnhof Bad Kösen, dessen Abstand nach Großheringen etwa vier Kilometer beträgt. In entgegengesetzter Richtung ist dies der ungefähr vier Kilometer entfernte Haltepunkt Bad Sulza.

## Geschichte
Erst mit dem Bau der Saalbahn und der Pfefferminzbahn entstand der Bahnhof Großheringen. Am 1. Mai 1874 wurde der Betrieb auf der Saalbahn zwischen Großheringen und Saalfeld aufgenommen. Die Thüringer Bahn wurde bereits 1846 eröffnet. Dennoch gab es in Großheringen noch keine Betriebsstelle. Der erst über 20 Jahre danach erbaute Bahnhof befand sich auf dem Gebiet dreier verschiedener Bundesstaaten. Der größte Teil lag auf dem Boden von Sachsen-Weimar-Eisenach. Ein weiterer Teil befand sich in einer Exklave des Herzogtums Sachsen-Meiningen. Der restliche Teil war preußisches Gebiet. Es war erforderlich, alle Angelegenheiten zu Errichtung und Betrieb des Bahnhofs umfangreich vertraglich zu regeln. Die Saal-Eisenbahn-Gesellschaft errichtete den gesamten Bahnhof, einschließlich Empfangsgebäude, Lokschuppen und alle Nebenanlagen. Somit mussten drei Eisenbahngesellschaften mit einbezogen werden. Nach Eröffnung nutzten alle drei Gesellschaften den Bahnhof gemeinsam. Die Saale-Unstrut-Eisenbahn-Gesellschaft entrichtete für die Nutzung eine Pacht. Die anderen beiden Gesellschaften kamen für Betriebs- und Unterhaltskosten anteilig auf. Für die dort beschäftigten Beamten ergaben sich hinsichtlich Anstellung und Besoldung Besonderheiten.
Durch seine zentrale Lage war der Großheringer Bahnhof im 19. Jahrhundert recht bedeutend. Es kam zum Bau eines vierständigen Lokschuppens. Durch diesen verlief mitten hindurch die Landesgrenze zwischen Sachsen-Meiningen und Sachsen-Weimar. Ebenso gab es eine Wasserstation. Für die Versorgung von Lokomotiven der Thüringischen Eisenbahn-Gesellschaft und denen der Saale-Unstrut-Eisenbahngesellschaft mit Speisewasser wurden besondere Abkommen geschlossen. 1874 richtete man in der Wasserstation ein Übernachtungslokal für Lok- und Zugbegleitpersonal ein, um Geld für Übernachtungen sparen zu können. Im Zuge der Elektrifizierung der Saalbahn nahm man noch Änderungen am Lokschuppen vor. Bis 1945 waren hier Lokomotiven stationiert. Ebenso im Zusammenhang mit der Elektrifizierung wurde am 15. Juni 1941 eine Fahrleitungsmeisterei des Maschinenamtes Weißenfels eingerichtet.
Noch im Jahr der Inbetriebnahme kam es zur Erweiterung des Empfangsgebäudes. Es wurde ein Stations- und Telegraphenbüro angebaut. Eine Aufstockung des östlichen Flügels erfolgte 1881, um neue Wohnungen zu schaffen.
Im Vergleich zu anderen Bahnhöfen der Saalbahn besaß Großheringen die umfangreichsten Gleisanlagen. Zum Beispiel waren im Jahre 1881 bereits 22 Weichen vorhanden. Die Weichensteller waren in sogenannten Weichenstellwerkhäusern untergebracht. Es wurden vier Bahnsteige errichtet. Zwei davon waren für die thüringische Eisenbahn und zwei zur gemeinsamen Nutzung der anderen beiden Gesellschaften vorgesehen. Für die Umladung von Gütern gab es einen Umladeperron. Ab etwa 1882 wurden die Gleisanlagen nochmals erweitert. Außerdem entstanden erste Stellwerke.
Am 1. Mai 1899 ging die östliche Verbindungskurve in Betrieb. Für zwischen Camburg und Naumburg verkehrende Züge war es nicht mehr erforderlich, den Bahnhof Großheringen zu passieren. Dies betraf sowohl den Personen- als auch den Güterverkehr.
Am 24. Dezember 1935 ereignete sich ein schwerer Unfall im Bahnhof. Ein aus Berlin kommender Schnellzug fuhr ungebremst in einen Personenzug von Erfurt nach Leipzig. Über 30 Menschen kamen dabei ums Leben. Zu einem weiteren Unfall kam es in den Jahren 1940 bis 1946. Nähere Angaben dazu sind nicht bekannt. 1946 wurde die Oberleitung abgeschaltet und im Rahmen der Reparationsleistungen an die Sowjetunion demontiert.
1923 kam ein Anschlussgleis hinzu. Es war eines der Kunstmühle Ernst Roßner. Später wurde es vom Weimar-Werk, einem Produzenten für landwirtschaftliche Maschinen, betrieben, bis es 1967 stillgelegt wurde. Bis 1991 wurde im Güterverkehr auch noch ein Betonwerk bedient. Im Bahnhof kam es zur Auflösung von Nahgüterzügen aus Weißenfels und Straußfurt. Die dort gebildeten Züge fuhren nach Jena-Göschwitz und Straußfurt. Mit der Elektrifizierung der Thüringer Bahn und der Saalbahn bis Camburg in den Jahren 1966/67 entstand unmittelbar in der Nähe des Lokschuppens ein neues Zentralstellwerk. Es ist ein Gleisbildstellwerk der Bauform GS II DR von WSSB. Zu seinem Fernstellbereich (vor Ort keine Stellwerksanlagen) zählen Abzw Saaleck, Abzw Gho und Abzw Gs. Zum ehemaligen Fernsteuerbereich (vor Ort eigene Stellwerksanlagen) gehörte Bad Sulza. In seiner unmittelbaren Nähe befand sich ein Vorgängerstellwerk.
Mit der Wiedervereinigung nahm die Bedeutung der Großheringer Bahnhofs ab. Nach 1991 baute man nicht mehr benötigte Gleisanlagen zurück. Auch die Bildung von Güterzügen fand nicht mehr statt. Lediglich für den Regionalverkehr hat Großheringen noch eine Bedeutung. Zusammen mit der Elektrifizierung der Thüringer Bahn wurden Formsignale durch Lichtsignale ersetzt.
In den Jahren 1998/99 wurde das gründerzeitliche Empfangsgebäude mit zwei Geschossen abgerissen. Dies geschah wegen Baufälligkeit und einer damit verbundenen Gefährdung der Reisenden. Bereits einige Jahre zuvor stand es schon leer und war von Vandalismus betroffen.
Aufgrund geringer Fahrgastzahlen wurde der Personenverkehr auf der Pfefferminzbahn auf dem Abschnitt zwischen Buttstädt und Großheringen im Dezember 2017 eingestellt. Somit wird Großheringen nicht mehr planmäßig von Personenzügen aus Sömmerda angefahren.

### Verkaufte Fahrkarten
Die folgende Tabelle gibt die Anzahl der in Großheringen verkauften Fahrkarten für die Saalbahn wieder.
| 1875   | 1894   | 1913    | 1939    |
| ------ | ------ | ------- | ------- |
| 59.017 | 38.965 | 69.5871 | 43.4291 |

1 auch für andere Bahnen

## Anlagen

### Bahnsteige
Aktuell verfügt der Bahnhof über fünf Bahnsteiggleise:
| Gleis | Bahnsteighöhe | Nettobaulänge | Nutzung durch                         |
| ----- | ------------- | ------------- | ------------------------------------- |
| 1     | 55 cm         | 140 m         | Thüringer Bahn                        |
| 2     | 38 cm         | 145 m         | Thüringer Bahn                        |
| 3     | 38 cm         | 145 m         | Thüringer Bahn                        |
| 4     | 55 cm         | 140 m         | Saalbahn, früher auch Pfefferminzbahn |
| 5     | 34 cm         | 139,9 m       | Saalbahn, früher auch Pfefferminzbahn |

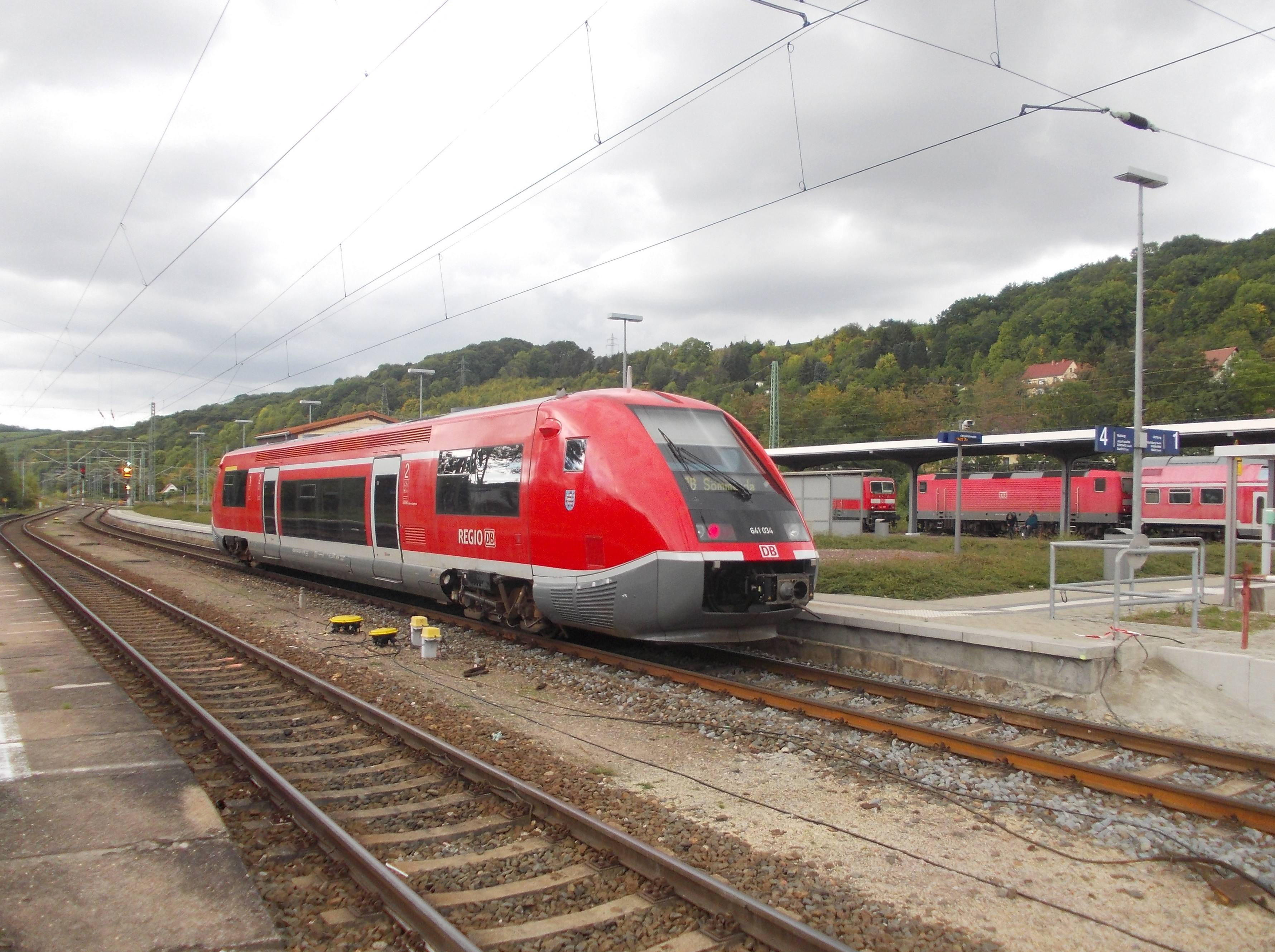
Triebwagen auf der Pfefferminzbahn (2015)
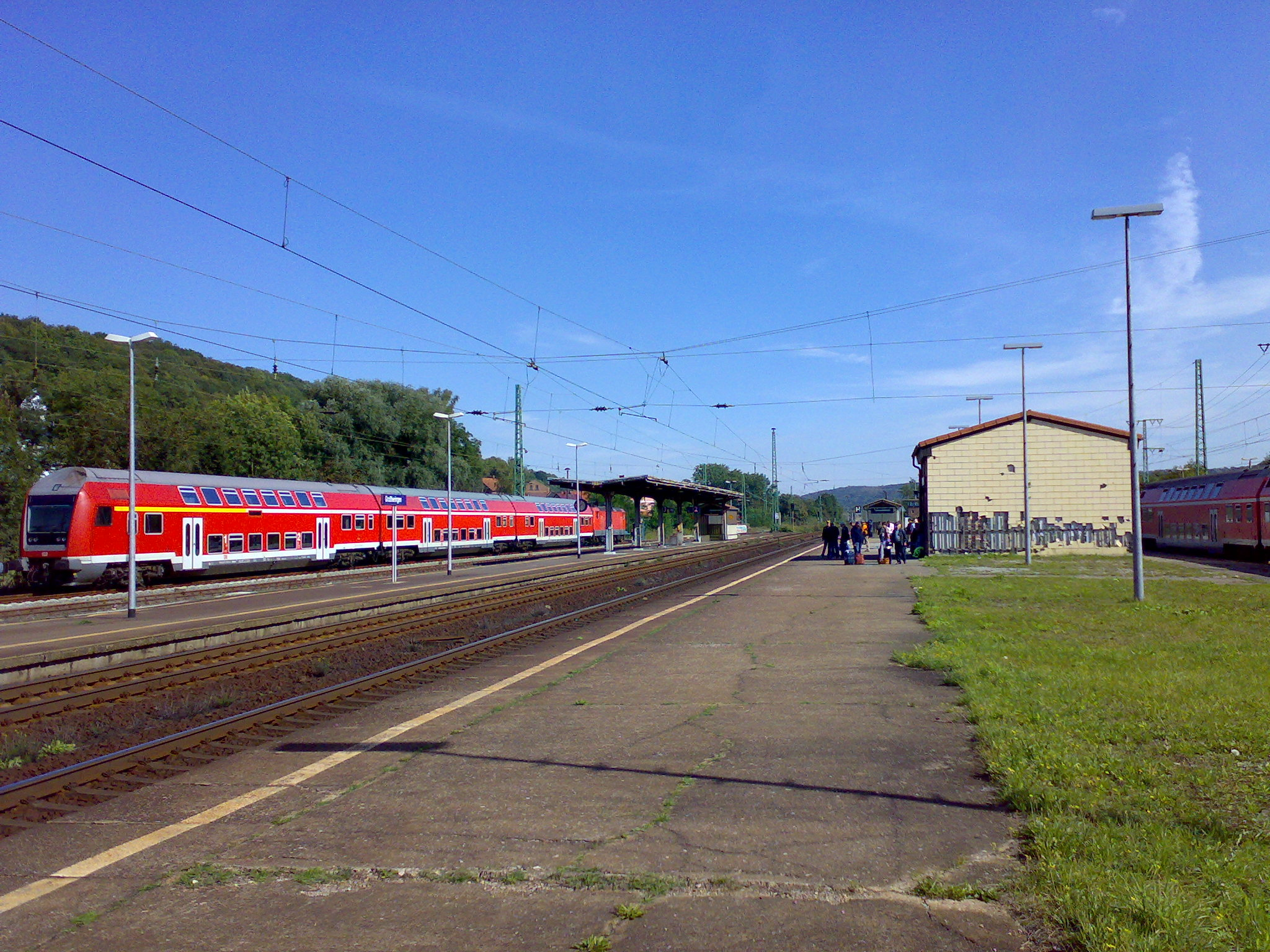
Bahnsteige (2007)
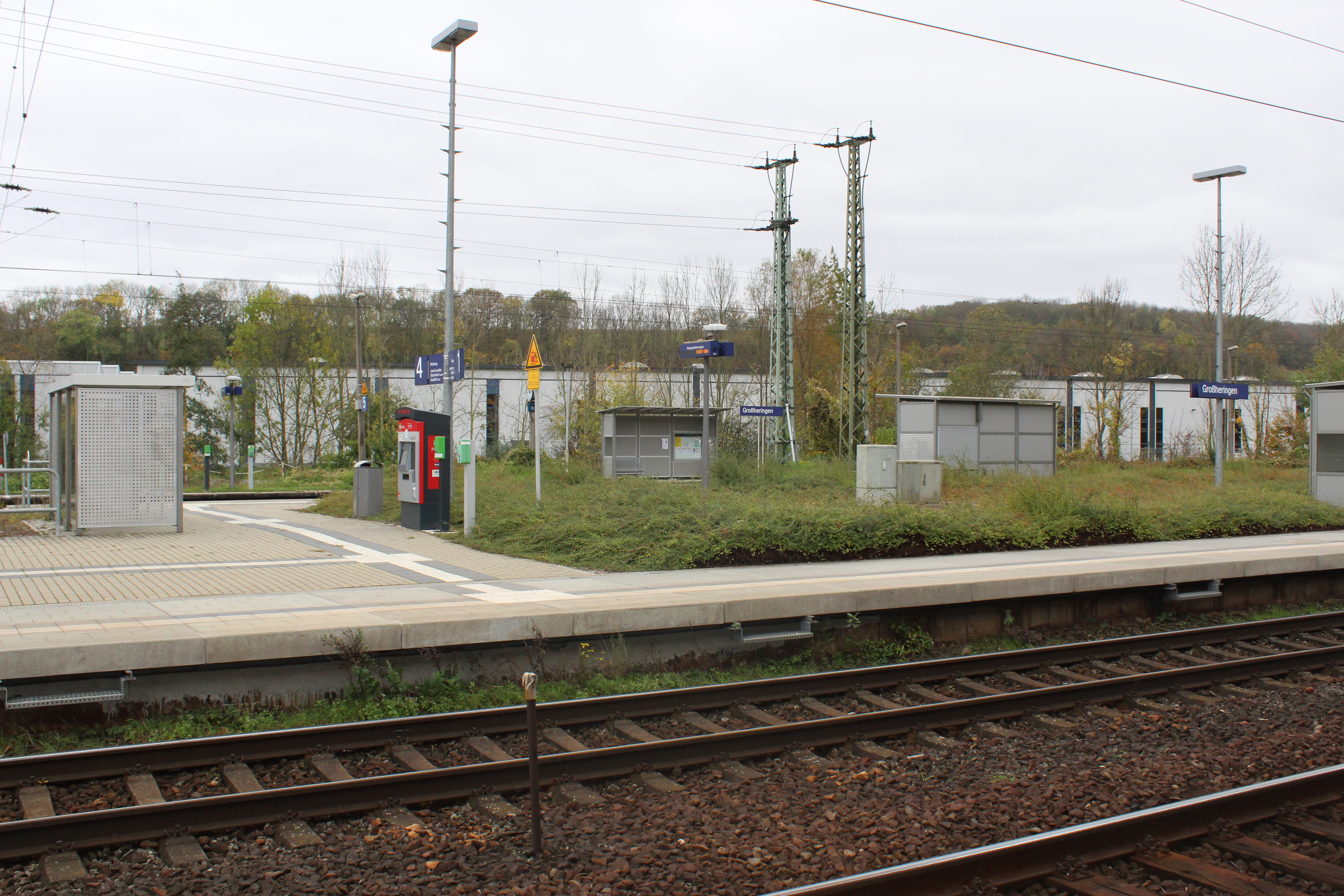
Mittelbahnsteig 2/3 (2017)
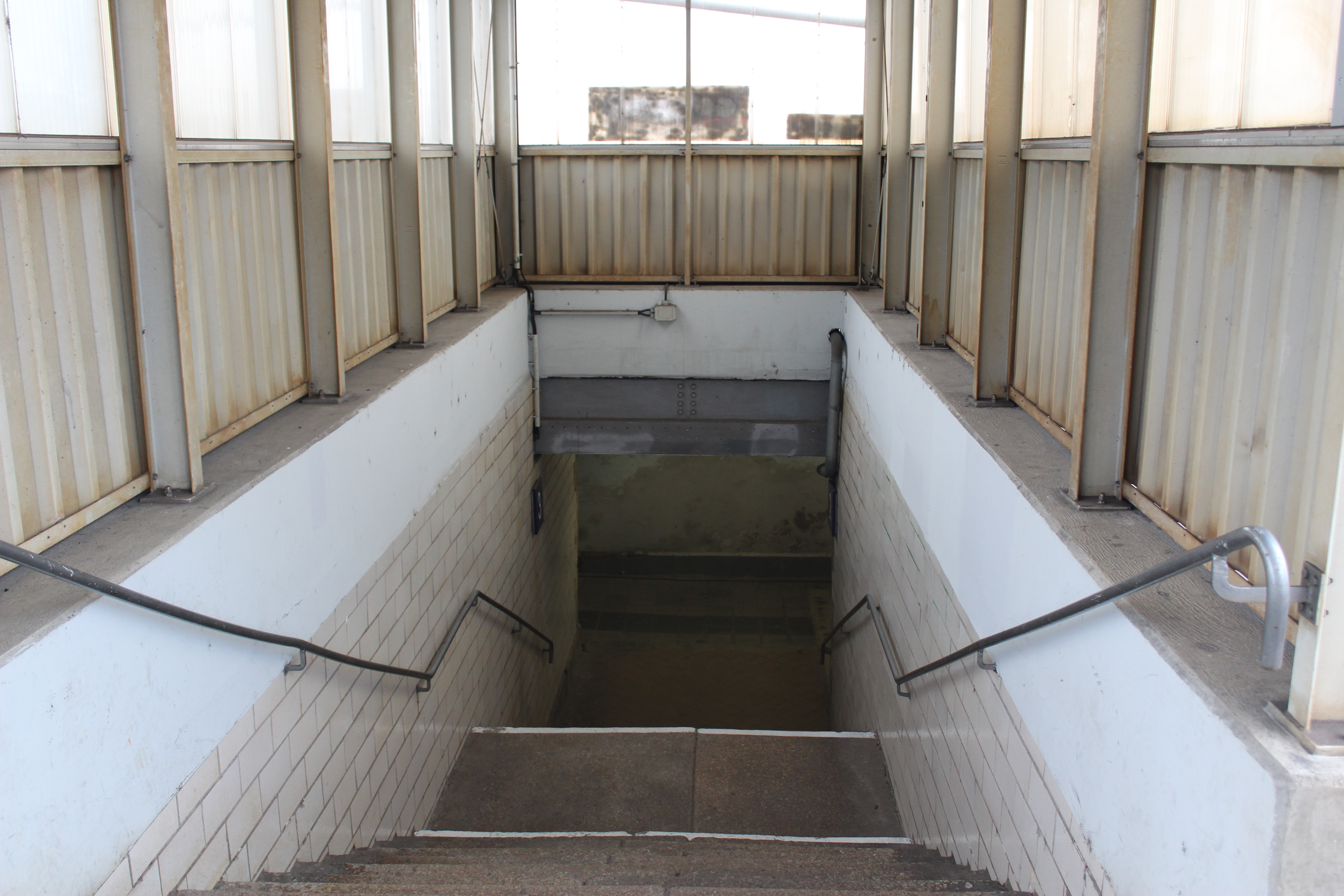
Zugang zu Bahnsteigen 2/3 (2017)
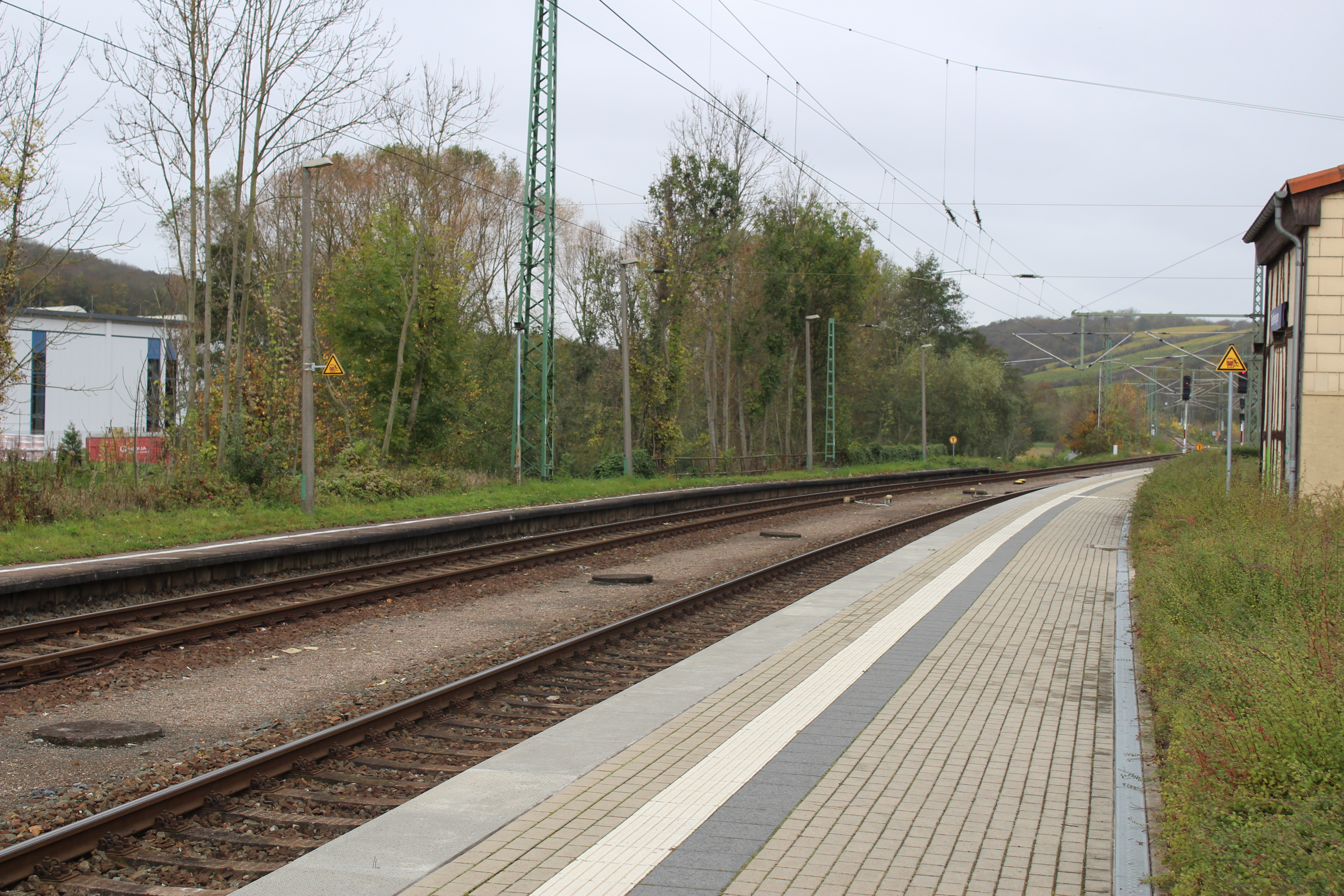
Bahnsteige 4/5 (2017)
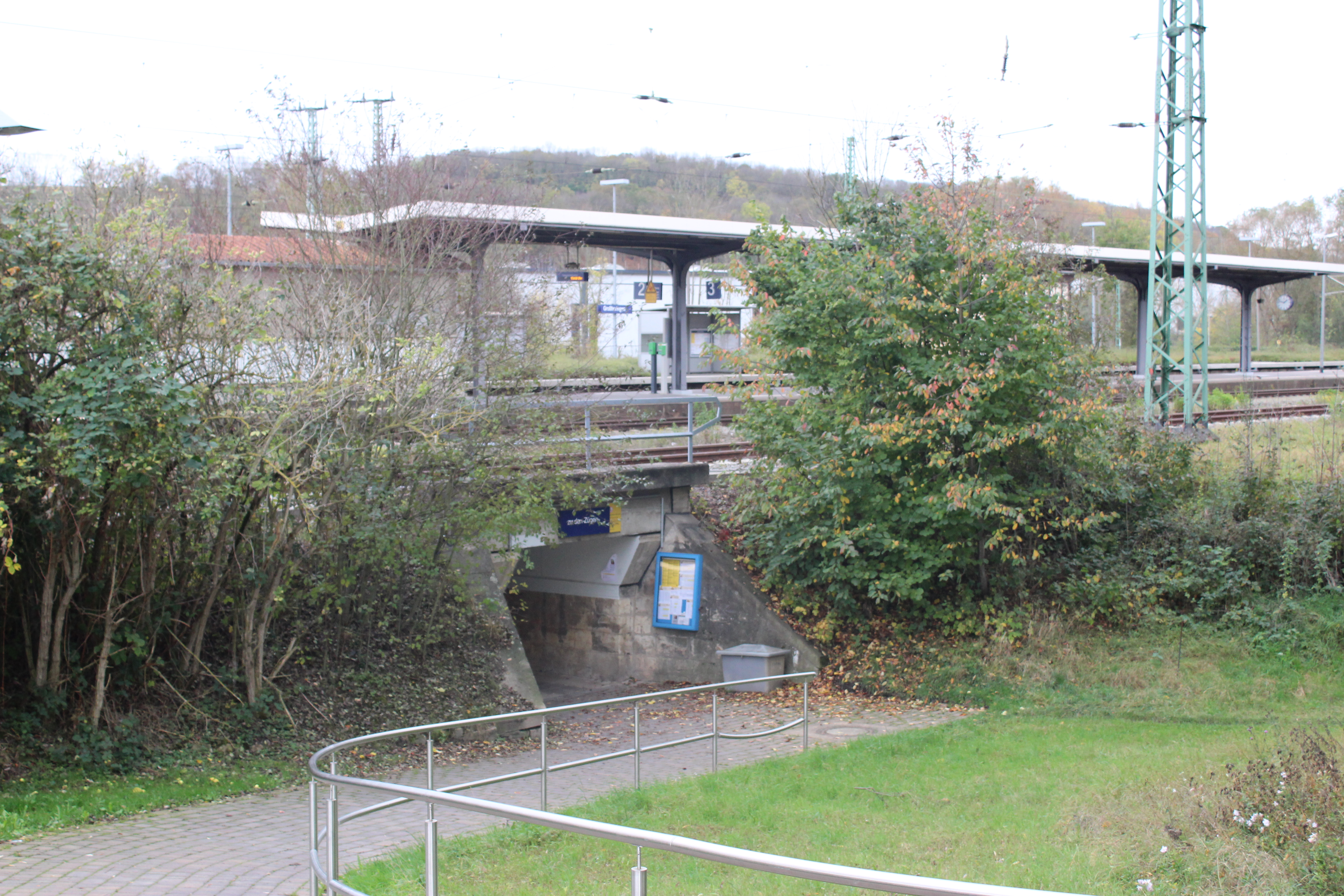
Nördlicher Zugang (2017)
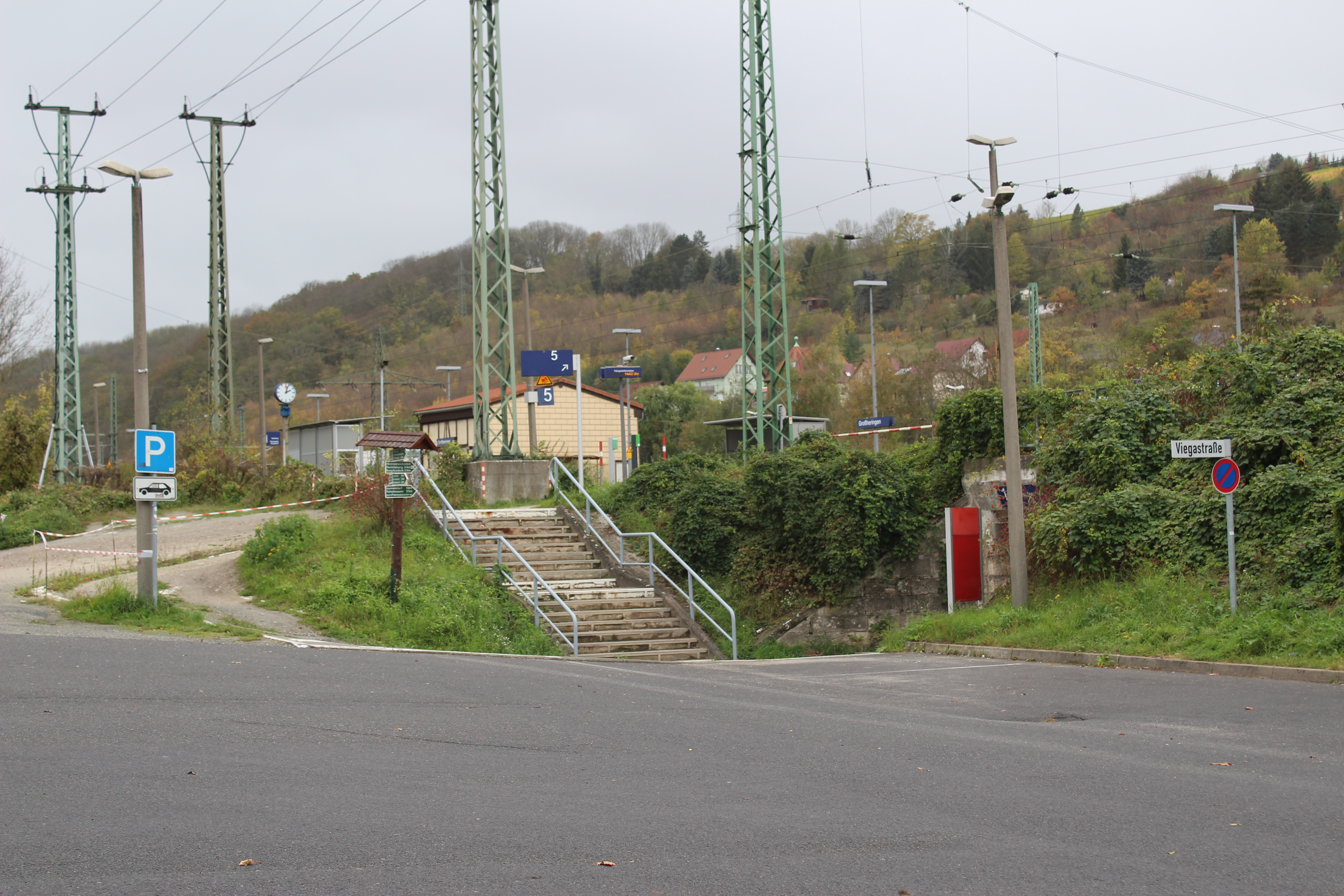
Südlicher Zugang (2017)
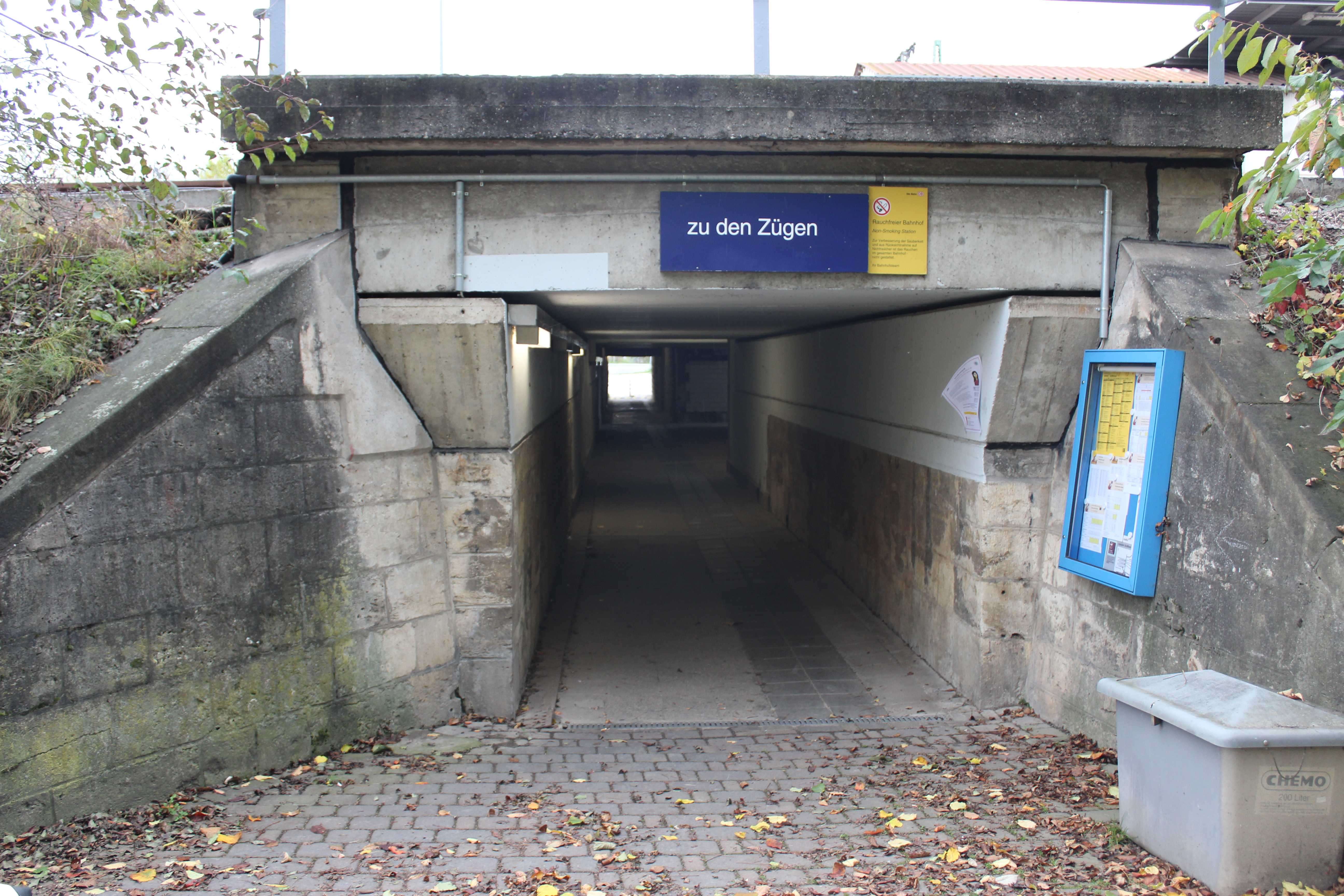
Unterführung (2017)
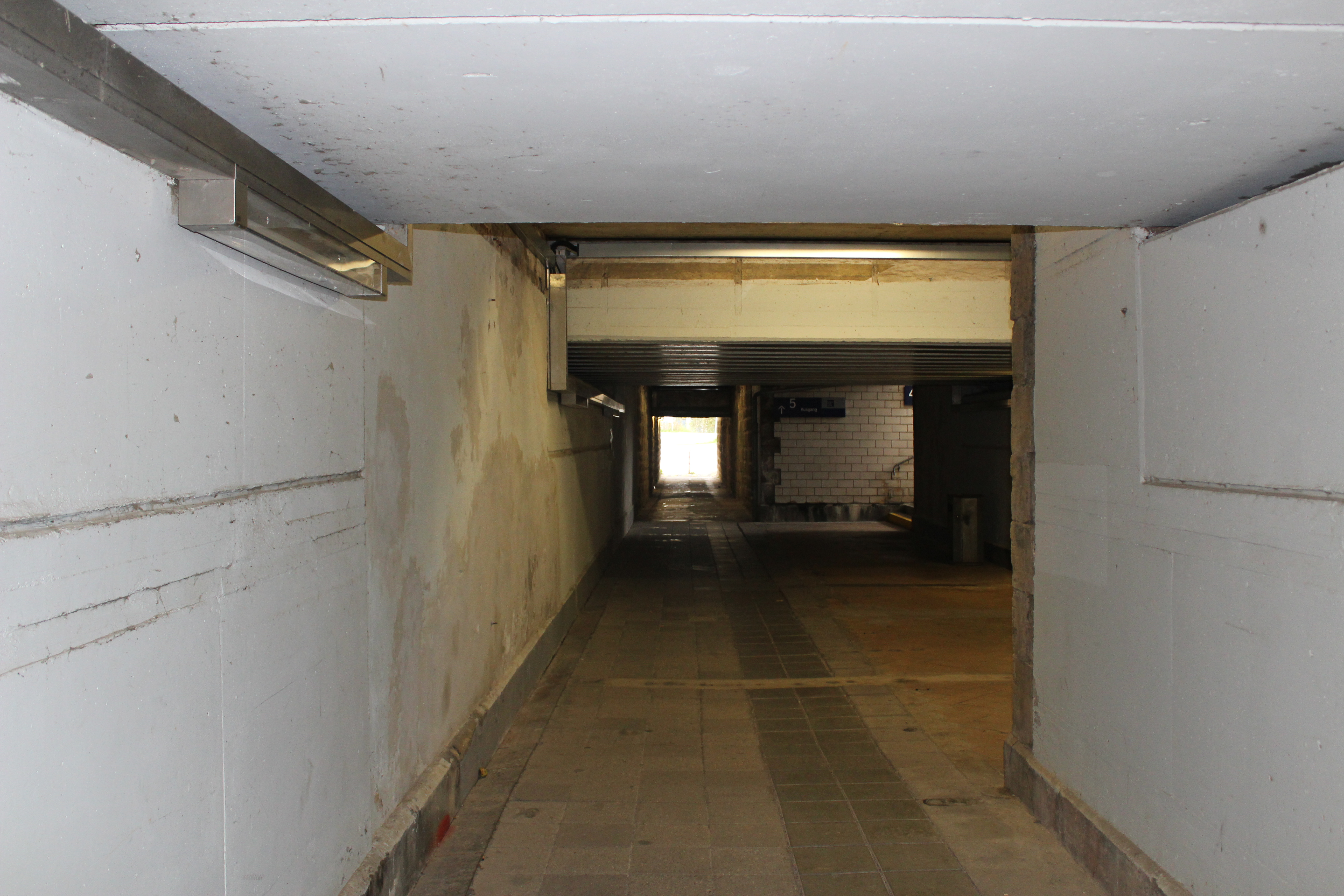
Unterführung (2017)

### Bahnbetriebswerk

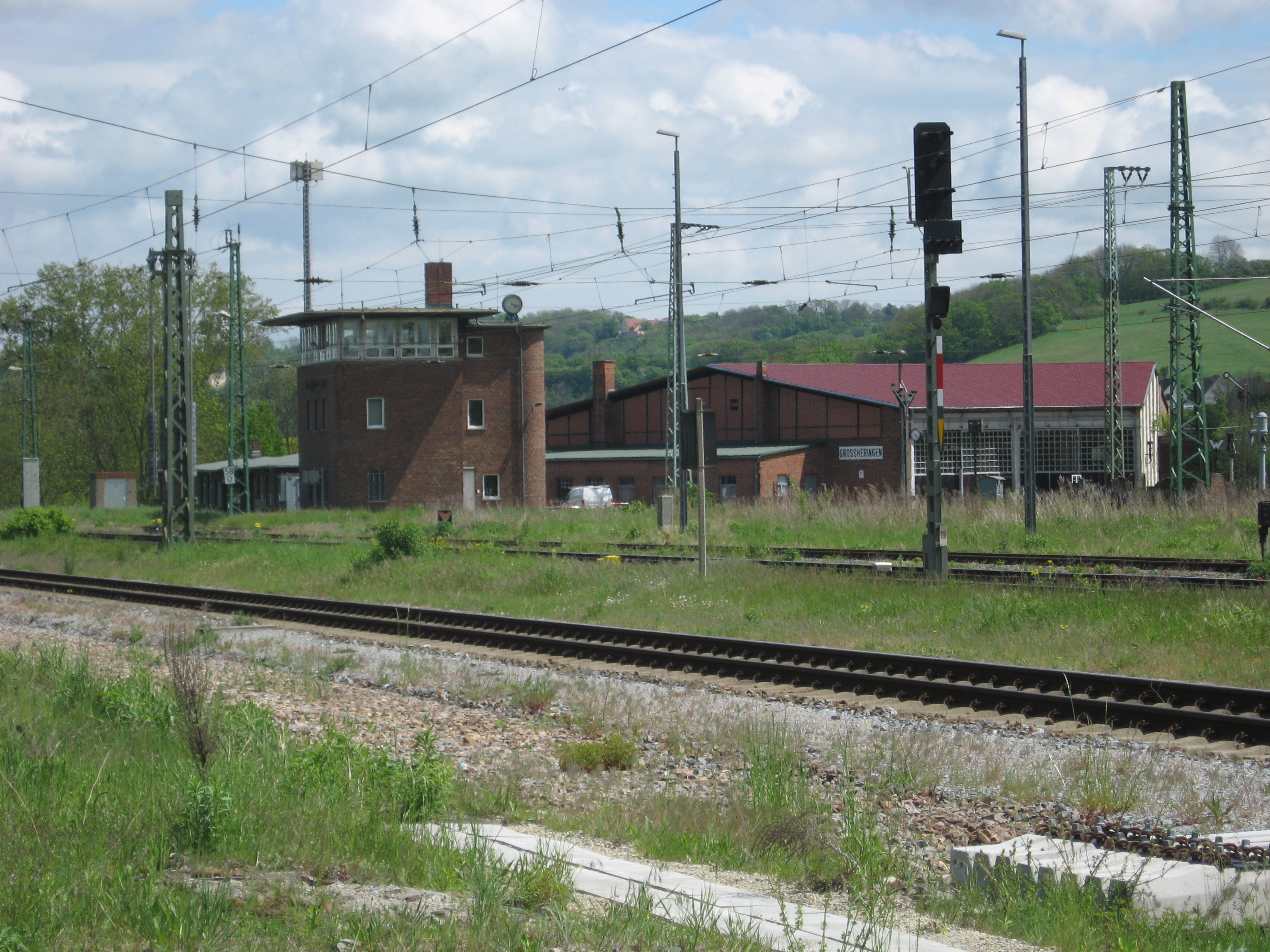
Stellwerk und Lokschuppen (2021)

Der Lokschuppen war Teil des Bahnbetriebswerks (Bw). Es war bis in die 1960er Jahre eine Außenstelle des Bw Naumburg. Zu seinen Anlagen zählten Bekohlung, Untersuchungskanäle und Drehscheibe. Nachdem die Zeit der Dampflokomotiven vorbei war, zog dort die Bahnmeisterei ein.

### Wassertürme
Direkt im Bw befand sich ein Wasserturm, der zu Beginn der 1980er Jahre abgerissen wurde. Ein weiterer davon steht noch heute. Er befindet sich an der Ausfahrt in Richtung Erfurt. Die Adresse lautet Sulzaer Straße 3 und wird heute als Ferienwohnung vermietet.

### Weitere Anlagen
Ein Gleisplan aus dem Jahre 1967 belegt die Existenz eines weiteren Anschlussgleises des VEB Betonwerk Apolda. Zudem befand sich zum gleichen Zeitpunkt am breiteren Mittelbahnsteig ein Öllager.

## Verkehrsanbindung
Im Fahrplanjahr 2024 wird der Bahnhof Großheringen von folgenden Linien bedient: Stand 6. Juni 2025
| Linie | Linienverlauf                                                                                | Takt (min) | EVU                            |  |
| ----- | -------------------------------------------------------------------------------------------- | ---------- | ------------------------------ |  |
| RE 16 | Halle(Saale) Hbf – Weißenfels – Naumburg(Salle) - Großheringen - Apolda - Weimar - Erfurt    | 060        | Abellio Rail Mitteldeutschland |  |
| RB 20 | Leipzig – Weißenfels – Naumburg – Großheringen – Apolda – Weimar – Erfurt – Gotha – Eisenach | 060        | Abellio Rail Mitteldeutschland |  |